# 2494 Inge
2494 Inge (1981 LF) là một tiểu hành tinh vành đai chính được phát hiện ngày 4 tháng 6 năm 1981 bởi Bowell, E. ở Flagstaff (AM).